# Kennfaden
Ein Kennfaden ist eine Produkt- oder Materialkennzeichnung mittels eines meist in das Produkt eingefügten besonderen Fadens. Der Faden kann vor allem durch eine hervorstechende farbliche Gestaltung erkennbar gemacht werden. Er kann beispielsweise aus Einzelfäden mit unterschiedlichen Farben zusammengedreht sein. 
Anwendung findet der Kennfaden vor allem bei Seilen, Kabeln, Schläuchen, Geweben und Folien. Er kennzeichnet dort einen bestimmten Material- oder Produkttyp. Ein Beispiel ist der sprichwörtlich bekannte Rote Faden, der früher als Wiedererkennungsmerkmal und damit indirekt als Diebstahlschutz im Tauwerk der Britischen Kriegsmarine eingeflochten war.

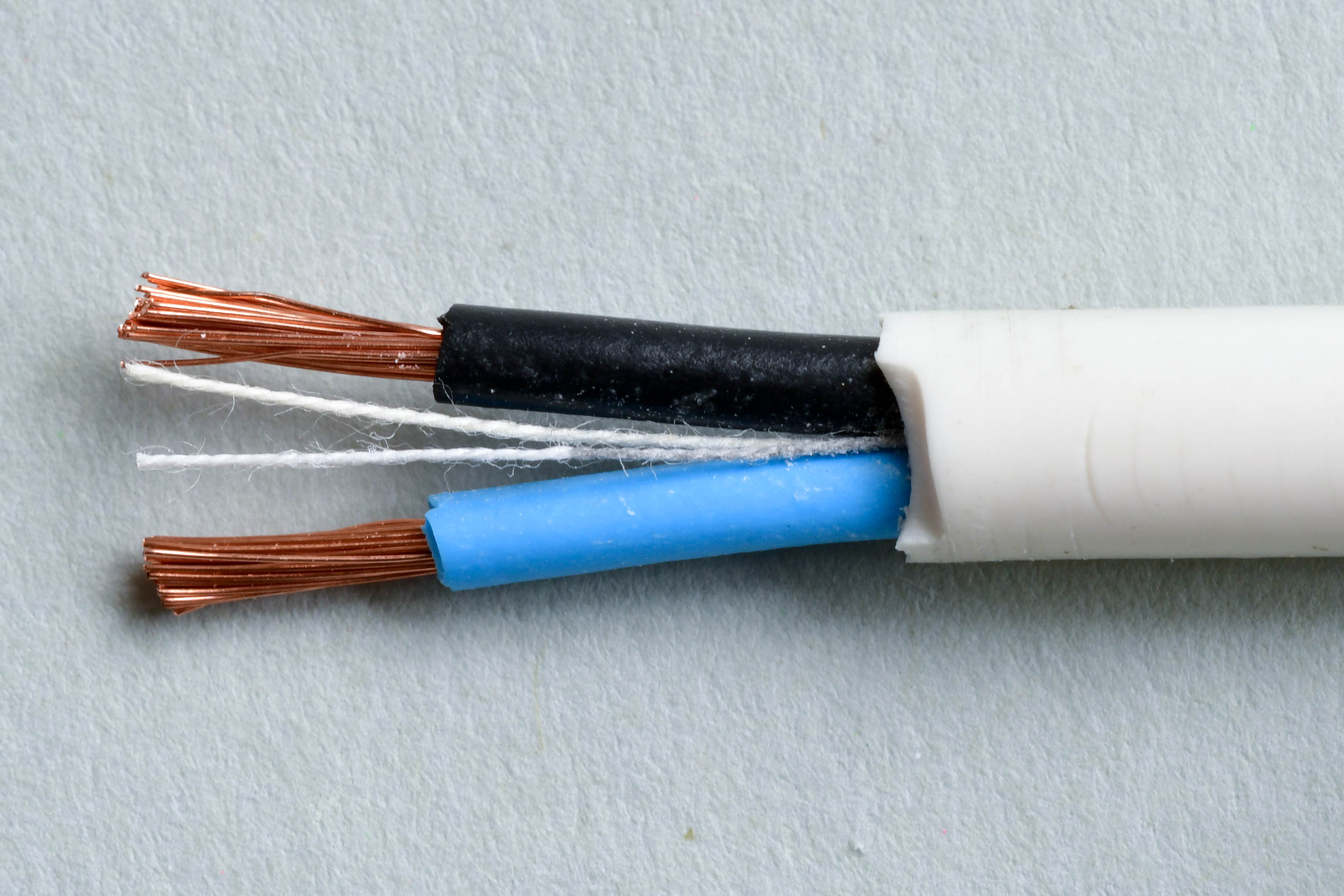
Kennfaden in einer elektrischen Leitung

Der Kennfaden kann äußerlich sichtbar sein oder aber verdeckt in das Produkt, beispielsweise mittig in ein elektrisches Kabel, eingearbeitet sein. Bei Elektrokabeln wird in Deutschland der schwarz-rote „VDE-Kennfaden“ zum Nachweis der Einhaltung der VDE-Bestimmungen eingearbeitet. In Österreich markiert ein rot-weißer Faden ÖVE-Konformität.
Kennfäden als Produkt- oder Handelsmarke unterliegen den Bestimmungen der Richtlinie für die Prüfung von Markenanmeldungen in Deutschland (Richtlinie Markenanmeldungen).